# Konstantinos Kanaris

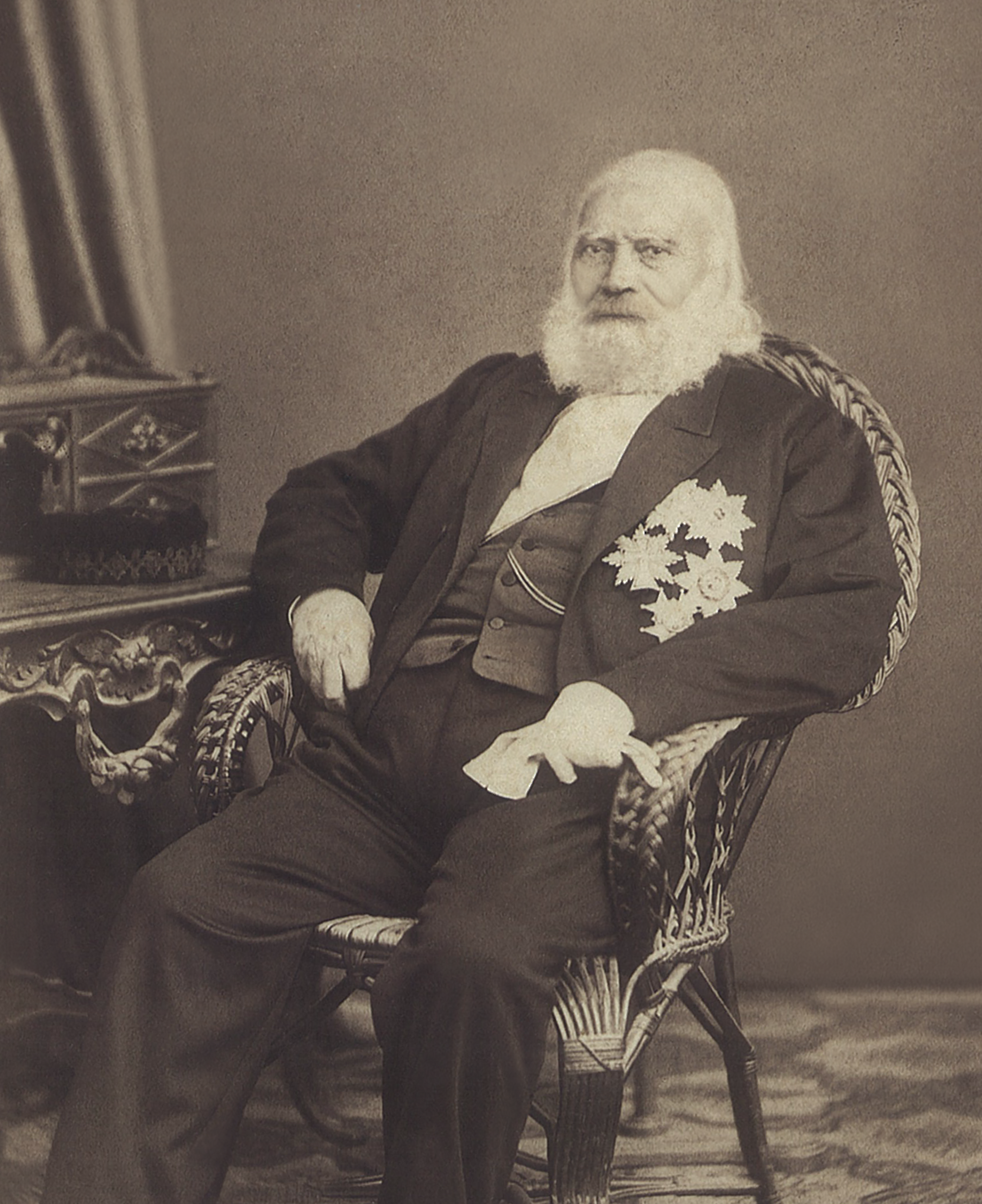
Premierminister Konstantinos Kanaris, Fotoarchiv im Nationalen Historischen Museum in Athen

Konstantinos Kanaris, auch eingedeutscht Konstantin Kanaris (griechisch Κωνσταντίνος Κανάρης, * 1790 in Psara; † 14. September 1877 in Athen), war ein griechischer Seeheld und Staatsmann.

## Leben

### Griechischer Freiheitskampf
Kanaris war zunächst Kapitän auf einem kleinen Kauffahrteischiff. Er stellte sich zu Beginn des griechischen Freiheitskampfes (1821) in den Dienst seines Vaterlandes.

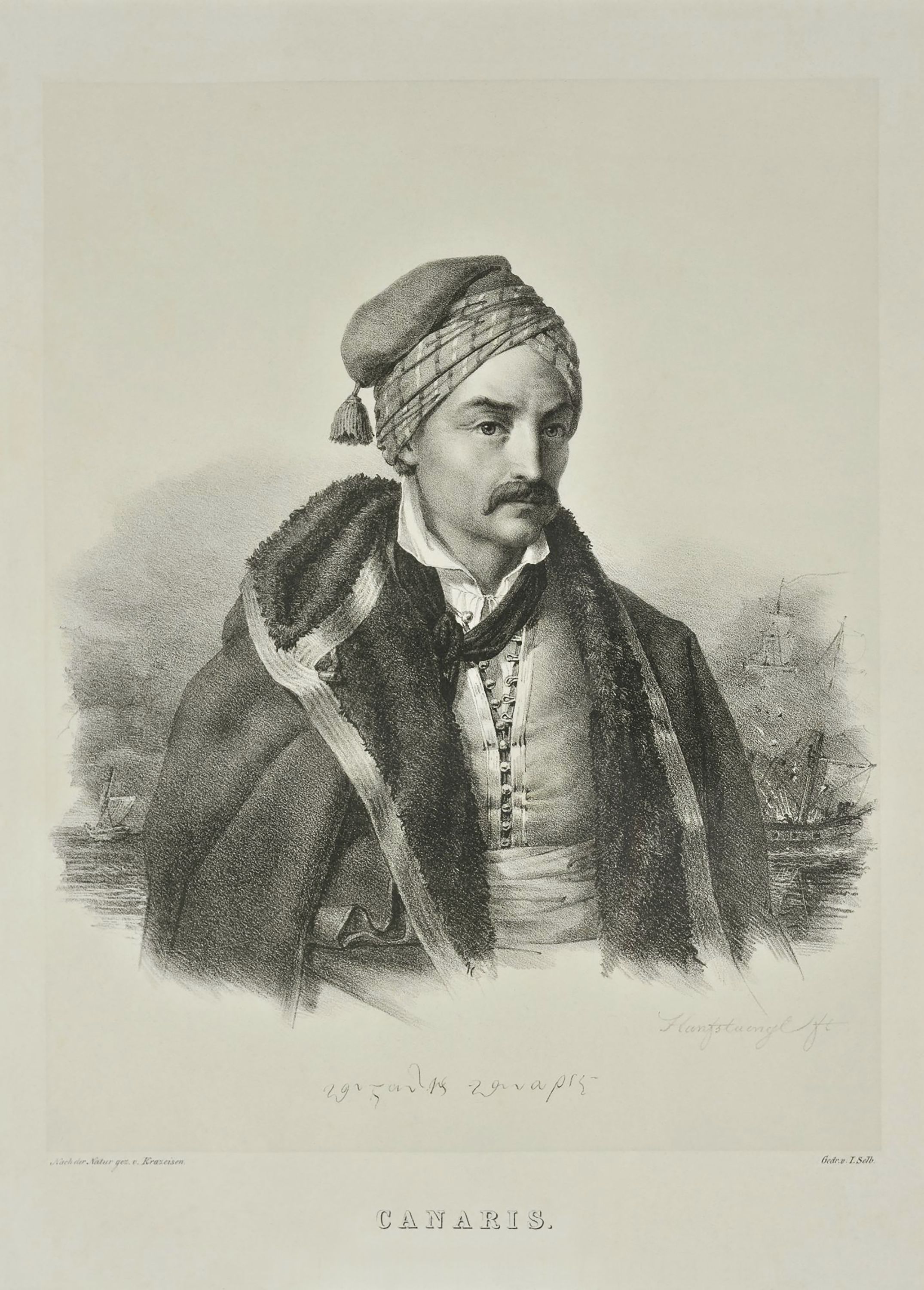
Konstantinos Kanaris während des griechischen Freiheitskampfes. Lithographie von Karl Krazeisen

Im April 1822 verübten osmanische Truppen das Massaker von Chios: sie töteten alle Männer, die älter als zwölf Jahre waren, alle Frauen über vierzig Jahren und alle Kinder unter zwei Jahren. Im Mai versklavten sie 45.000 Menschen und verkauften sie auf Sklavenmärkten; der britische Botschafter Stangford und andere Diplomaten protestierten vergeblich.
In der mondlosen Nacht vom 18. auf den 19. Juni 1822 fuhren Seeleute unter dem Kommando von Kanaris und Andreas Pipinos im Kanal von Chios mit zwei Brandern an das osmanische Schiff des Admirals Nasuhzade Ali Pascha heran, wo gerade das Fastenbrechen am Ende des Ramadan gefeiert wurde; sie versenkten das Admiralsschiff durch Zünden des Sprengstoffs und entkamen. Am 9. November 1822 setzten sie ein Linienschiff im Hafen von Tenedos in Brand.

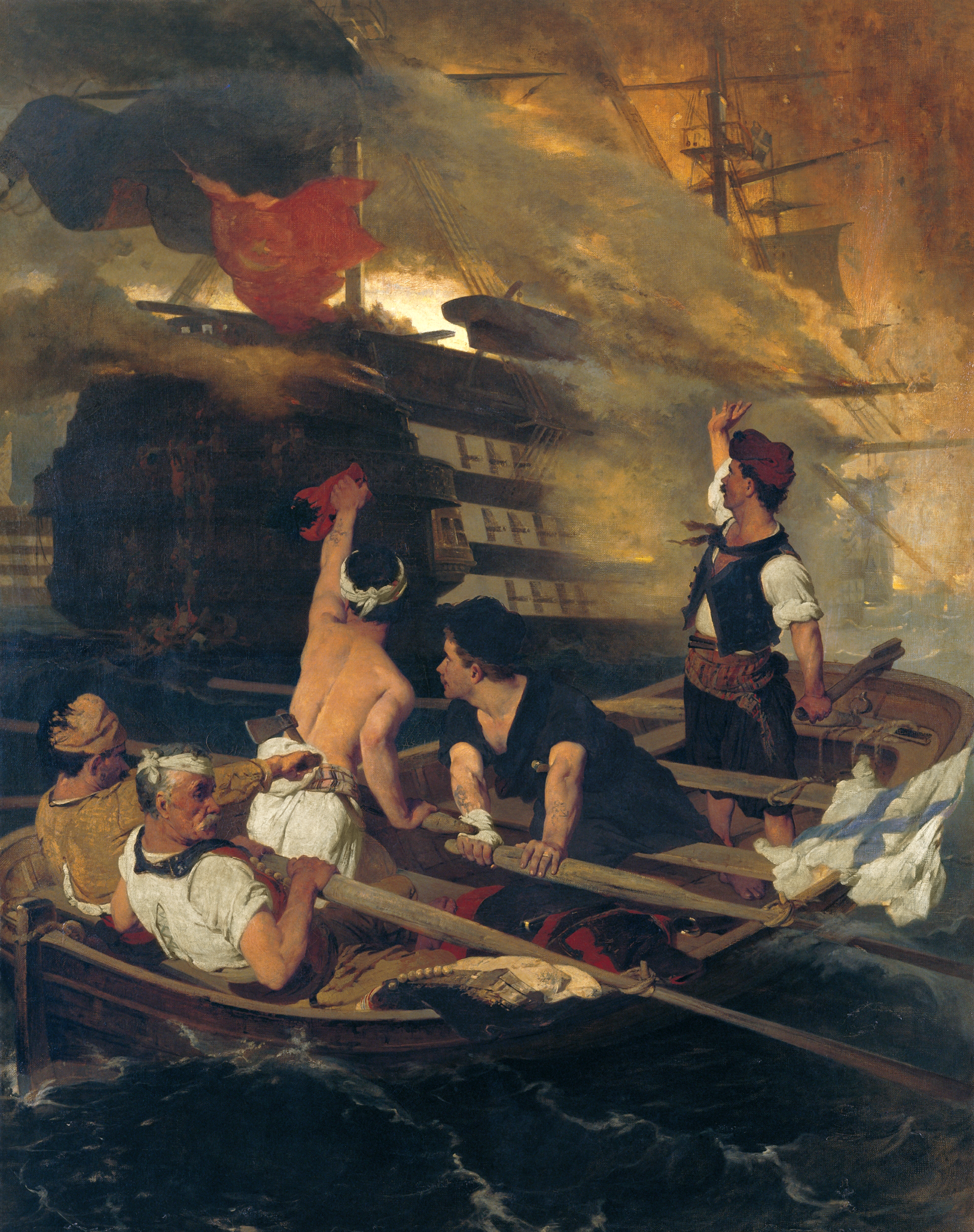
Die Zerstörung des osmanischen Flaggschiffs bei Chios durch Kanaris. Gemälde von Nikiforos Lytras

Am 17. August 1824 steckte er bei Samos eine große türkische Fregatte sowie viele kleinere Transportschiffe in Brand. Sein Angriff auf die ägyptische Flotte im Hafen von Alexandria am 10. August 1825 blieb erfolglos – der Wind flaute ab just als die griechischen Schiffe in den Hafen eingelaufen waren.
1827 vertrat er seine Heimatinsel Psara in der griechischen Nationalversammlung (die Insel wurde allerdings im Londoner Vertrag vom 3. Februar 1830 kein Teil des freien Griechenland).
Präsident Kapodistrias ernannte Kanaris im Mai 1828 zum Befehlshaber von Monemvasia und vertraute ihm später ein Geschwader von Kriegsschiffen an. Nach Kapodistrias’ Ermordung im Oktober 1831 zog Kanaris sich auf die Insel Syra zurück; er diente später wieder als Schiffskapitän erster Klasse.

### Politische Laufbahn
Im Oktober 1848 trat Kanaris als Marineminister und Präsident des Kabinetts an die Spitze eines Koalitionsministeriums, das sich bis zum Dezember 1849 behauptete. Als im Mai 1854 die Westmächte in Griechenland einschritten, übernahm Kanaris im Kabinett Mavrokordatos die Marineverwaltung, die er bis zum Juni 1855 führte.

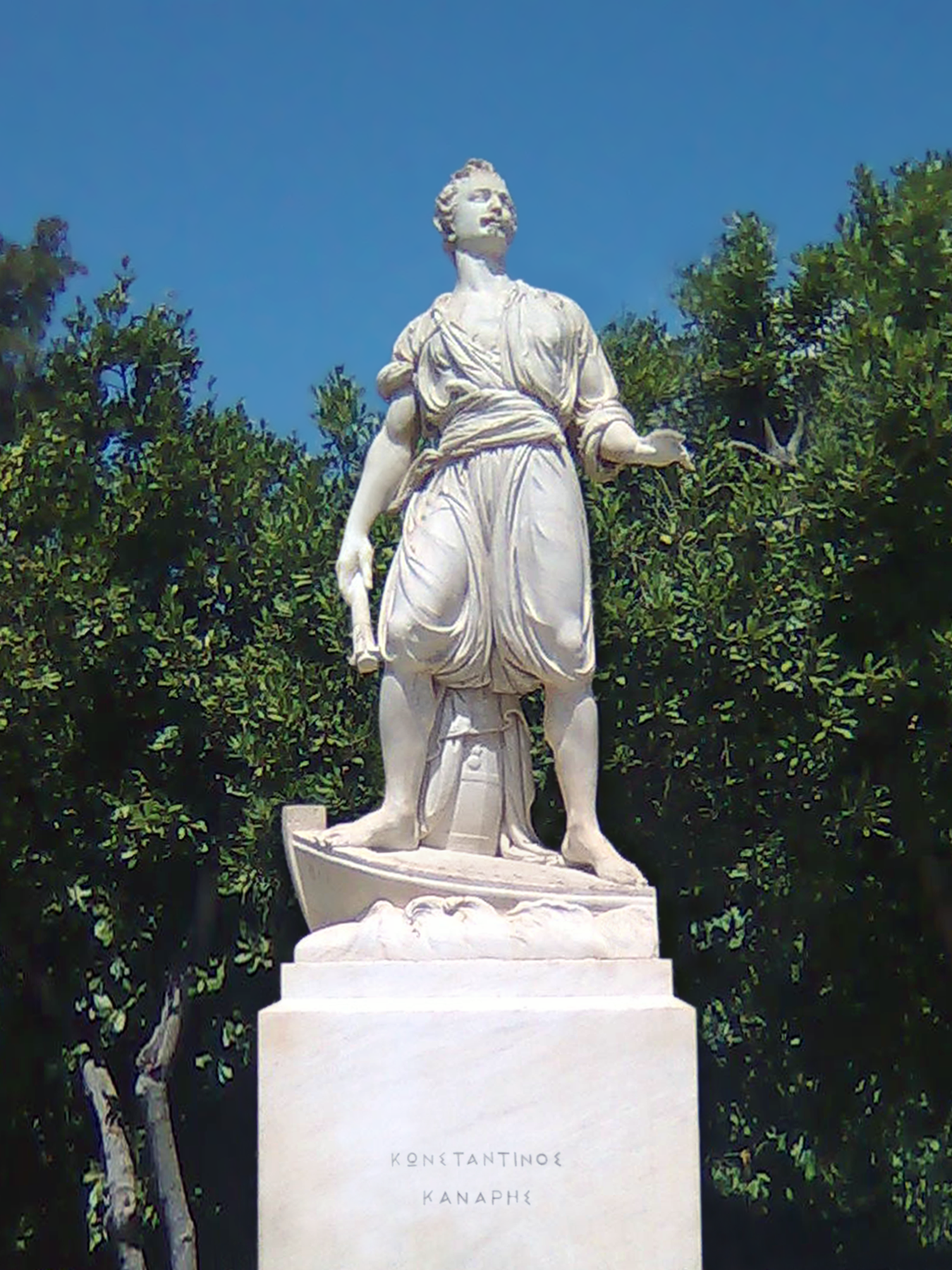
Konstantinos-Kanaris-Denkmal in Kypseli, Athen. Skulptur von Lazaros Fytalis

Im Januar 1862 übertrug ihm König Otto I. von Griechenland die Bildung eines neuen Kabinetts. Kanaris legte mit seinen politischen Freunden ein streng konstitutionelles Programm vor, doch wurde es vom Hofe nicht angenommen. Diese Zurückweisung war mit ein Anlass für den folgenden Aufstand von Navplia, der zum Sturz des Königs führte. Nach der Abreise Ottos im Oktober 1862 beteiligte sich Kanaris kurzzeitig an der provisorischen Regierung, dem so genannten Triumvirat, der er bis zum Februar 1863 angehörte. Unter dem neuen König Georg I. trat er am 17. März 1864 als Marineminister an die Spitze eines Kabinetts, das sich am 28. April aber wieder auflöste. Die gleiche Stellung nahm er dann zwischen dem 7. August 1864 und März 1865 ein.
Im Juni 1877 wurde er wieder Marineminister und Premierminister im Koalitionsministerium. Konstantinos Kanaris behielt diesen Posten bis zu seinem Tod am 14. September 1877. Er wurde auf dem Ersten Athener Friedhof beigesetzt. Sein Herz wurde separat bestattet; es befindet sich im Griechischen Schifffahrtsmuseum in Piräus.
Minoides Mynas veröffentlichte 1830 ein pindarisches Loblied auf den Seehelden Kanaris.

## Ehrungen
Griechische Ehrungen:
- Erlöser-Orden (Königreich Griechenland): Großkreuz, 1864

Ausländische Ehrungen:
- Guelphen-Orden (Königreich Hannover): Großkreuz
- Dannebrogorden (Königreich Dänemark): Großkreuz